# Prokulus Juliusz

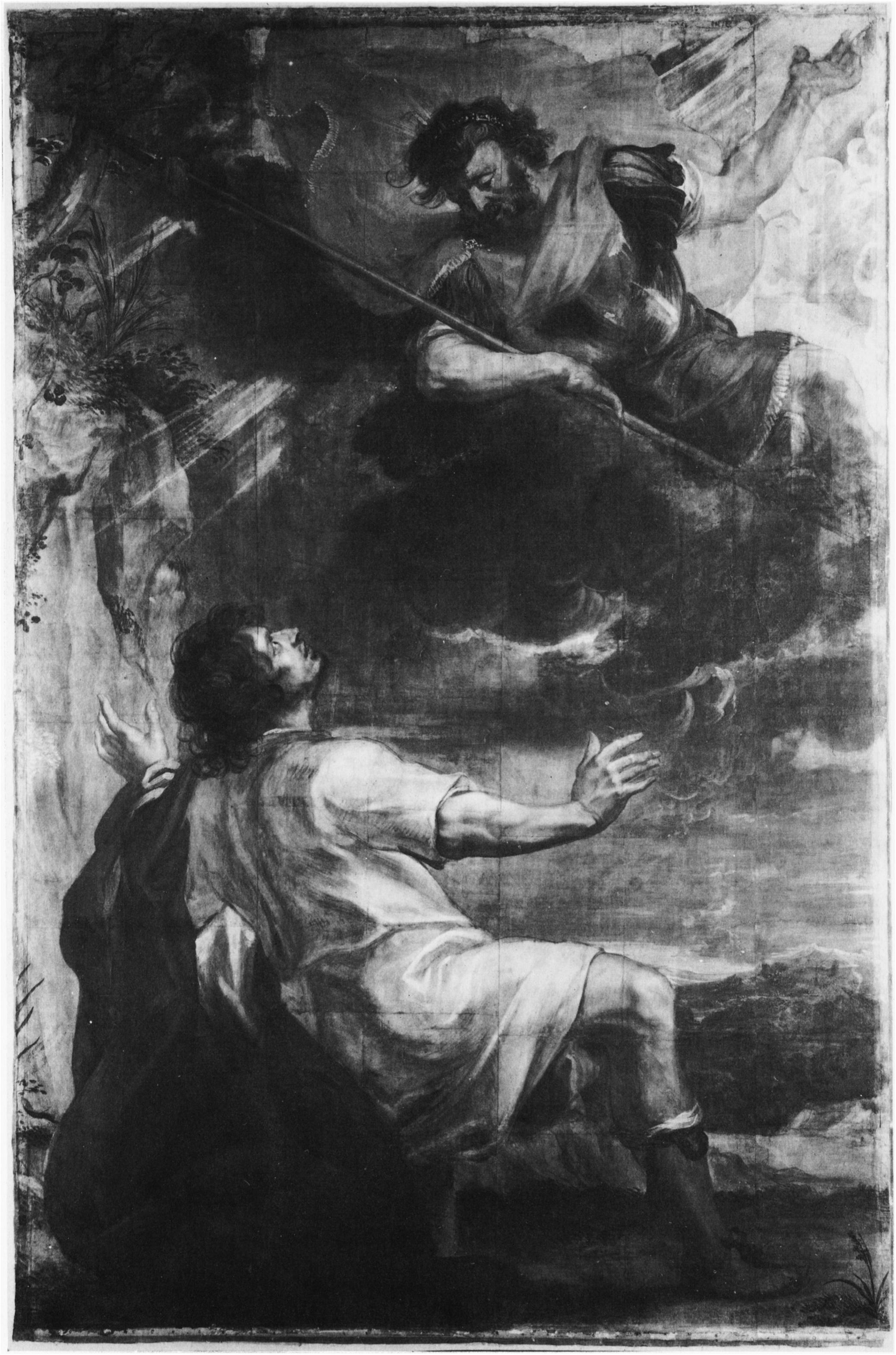
objawienie Romulusa i Proculusa w Cardiff.

Prokulus Juliusz (łac. Proculus Julius) – legendarna postać z VIII-wiecznego Rzymu, podawana przez arystokratyczną tradycję o założeniu Rzymu. Wspomniana u Cycerona (De Republica 10,20), Liwiusza (Ab urbe condita libri I,16) oraz Plutarcha (Bíoi Parálleloia, Romulus 28,1), który jednak podaje odmienną wersję jego imienia, a także szczegółowo go charakteryzuje: Juliusz Proklus, jeden z pierwszych rodem patrycjuszy wśród kolonistów, którzy przybyli z Alby Longi, człowiek o nieskazitelnych obyczajach, kiedyś zaufany powiernik samego Romulusa. Po zniknięciu Romulusa, w czasie przeglądu wojskowego na Polu Marsowym, miał być jedynym świadkiem apoteozy władcy Rzymu.

## Kontrowersje
Liwiusz i Plutarch podchodzą do jego relacji z dużą dozą sceptycyzmu. Liwiusz: Jest rzeczą nie do pojęcia, jak łatwo uwierzono w te jego słowa i jak ukoiła się wśród ludu i wojska tęsknota za Romulusem przez wzbudzenie wiary w jego nieśmiertelność. Plutarch: Krąży wiele tego rodzaju opowiadań, które wbrew prawdopodobieństwu stawiają na równi z bogami to, co jest śmiertelnej natury.
Świadectwo Prokulusa nie było jedynym źródłem dla Rzymian, którzy chcieli czcić Romulusa jako bóstwo o imieniu Kwirynus. Deklaracje, o rzekomym wniebowzięciu Romulusa, jako pierwsi podawali arystokraci. W czasie burzy, która wybuchła podczas przeglądu wojsk, znajdowali się oni najbliżej króla i podawali siebie za naocznych świadków apoteozy Romulusa. Jednak nie wszyscy Rzymianie dawali się przekonać takiej wersji zdarzeń i podejrzewali raczej, że Romulus został w czasie burzy i ciemności zabity przez arystokratów. W odpowiedzi na te podejrzenia padła deklaracja Prokulusa, a także według Owidiusza (Fasti 2,497n.) znacznie późniejsza relacja ze święta Quirinalia odbywającego się 17 lutego (podczas gdy apoteoza nastąpiła w lecie).